# Euphranta scutellata
Euphranta scutellata
 es una especie de insecto del género Euphranta de la familia Tephritidae del orden Diptera. 
Malloch la describió científicamente por primera vez en el año 1939.